# Jean-Martin Charcot
Jean-Martin Charcot (Párizs, 1825. november 29. – Montsauche-les-Settons, 1893. augusztus 16.) francia neurológus és a kórélettan professzora. A „modern neurológia megalapítója” és érdekelt „legalább 15 orvosi elnevezésben”, például a Charcot-Marie-Tooth kórban és az amyotrophiás laterálszklerózisban (mozgatóidegsejt-megbetegedés). Charcot-t a „francia neurológia szülőatyjának, és a neurológia világa egyik úttörőjének” is szokták hívni.
Munkája nagy hatással volt a pszichológia és neurológia fejlődő területeire. Ő volt a „legelső neurológus a késő 19. századi Franciaországban” és a „neurózisok Napóleonjaként” is szokták emlegetni.

## Életútja
Párizsi születésűként Charcot a híres Salpêtrière kórházban dolgozott és tanított 33 évig. Oktatóként hírneve Európa egész területéről vonzotta a diákokat. 1882-ben megalapította a neurológiai klinikát a Salpêtrière Kórházban, ami a legelső volt Európában. Charcot a francia neurológiai tradíció része volt, és az általa nagyra becsült Guillaume Duchenne de Boulogne-nál tanult. 
„1862-ben egy gazdag özvegyet vett feleségül, Madame Durvis-t, házasságukból két gyermek született, Jeanne és Jean-Baptiste. Utóbbi híres orvos és sarkkör felfedező lett.”

## Neurológia
Charcot fő érdeklődési köre a neurológia volt. Ő figyelte meg először, és nevezte el a sclerosis multiplexet. A korábbi feljegyzéseket összefoglalva, és saját klinikai és patológiai megfigyelései alapján  Charcot sclerose en plaques-nek nevezte a betegséget. A szklerózis multiplex három jelét Charcot-triásznak hívják, és ide tartozik az akaratlan szemmozgás, a remegés, és a telegrafikus beszéd, bár ezek a jelek nem egyedülállóak a szklerózis multiplexben. Korát megelőzve rájött, hogy a sclerosis multiplex okai között a gyász és az elfojtott érzelmek elsőrangúak.
Charcot kognitív változásokat is megfigyelt, úgy jellemezve pácienseit, mint akik „jellegzetes memória gyengeségben” szenvednek, és „lassan kialakuló elképzeléseik” vannak. A Charcot jointként ismert rendellenességet is ő írta le először. Kutatta az agy különböző területeinek funkcióit is, és az artériák szerepét a cerebrális vérzésben.
Charcot az elsők között volt, aki leírta a Charcot–Marie–Tooth-betegséget (CMT). A bejelentést egy francia rezidensével, Pierre Marie-val, és az angol Howard Henry Toothszal egyszerre tette.
Charcot tanulmányai 1868 és 1881 között mérföldkőnek számítottak a Parkinson-kór megértésében. Vezető szerepe volt abban is, hogy a korábban paralysis agitansnak hívott betegséget James Parkinsonról nevezzék el.

## Tanulmányok a hipnózisról és a hisztériáról
Charcot manapság a neurológián kívül a hipnózisban és hisztériában végzett munkájáról ismert. Úgy gondolta, hogy a hisztéria neurológiai betegség.
A Salpêtrière iskola hipnózissal kapcsolatos pozícióját erőteljesen kritizálta az akkori egyik vezető neurológus, Hippolyte Bernheim. Charcot maga is régóta kételyeket táplált a hipnózis használatáról, és annak betegeire gyakorolt hatásáról. Amiatt is aggódott, hogy a feltűnés, amit a hipnózis keltett, és a vita Bernheimmel majd később tanítványával Georges Gilles de la Tourette-tel akadályozza azt, hogy a tudomány komolyan vegye a hipnózist.

## Művészetek
Charcot úgy gondolta, hogy a művészetek nagyon fontosak voltak a klinikai anatómiai metódusban. Az előadásain, és konferenciákon is rengeteg rajzot és fotót használt, melyek közül sokat ő maga vagy diákjai rajzoltak. A rajz a privát hobbija is volt. Kulcsemberként tartják számon a fotózás és a neurológiai esetek tanulmányozásának összekapcsolásáért.

## Hagyatéka
Charcot legnagyobb hagyatéka orvosként a szisztematikus neurológiai megfigyelések fejlődéséhez való hozzájárulása, és egy sor klinikai tünet és specifikus léziók összekapcsolása. Ez a pácienseinek hosszútávú tanulmányozása, és boncolásokból származó mikroszkópikus és anatómiai analízisek miatt jöhetett létre. Ez különböző neurológiai betegségek klasszikus leírásához vezetett.

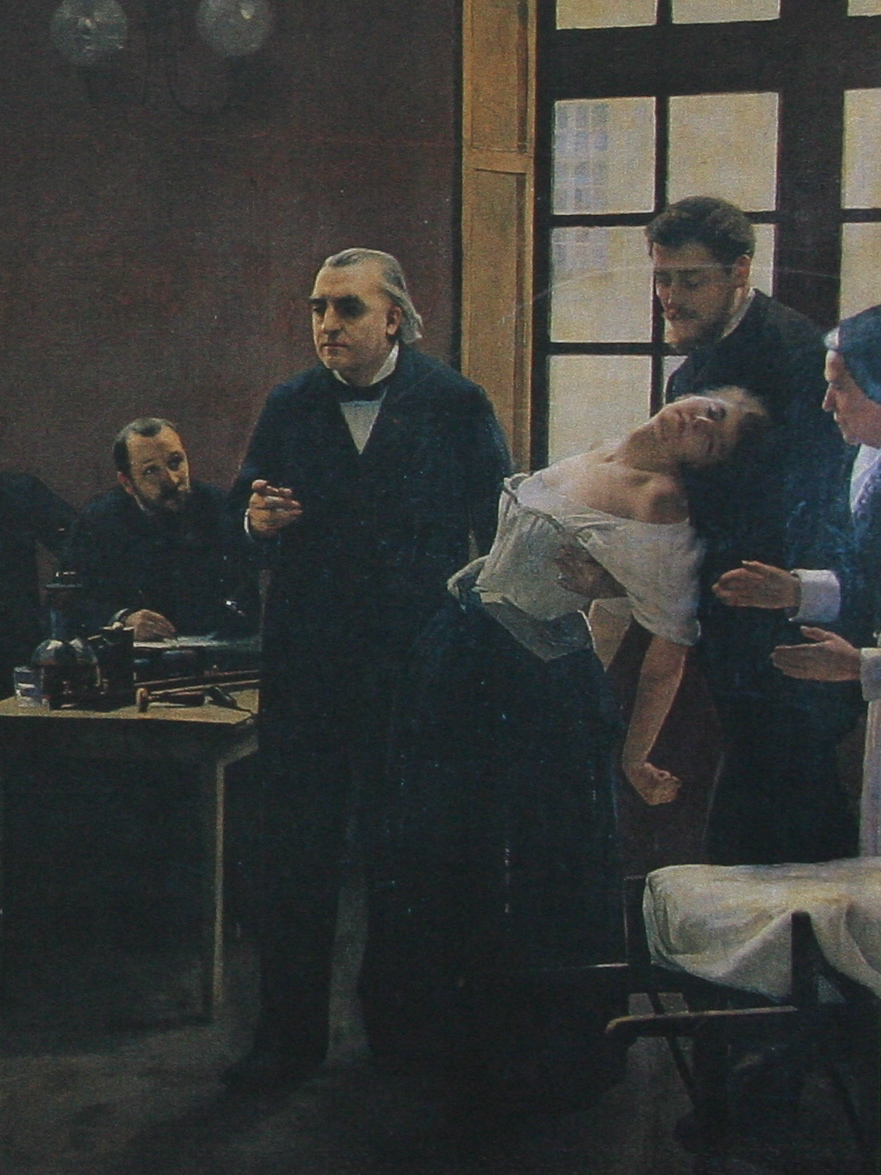
J. M. Charcot tanítás közben a Salpêtrière kórházban

Charcot a tanítványairól is híres: Sigmund Freud, Joseph Babinski, Pierre Janet, William James, Pierre Marie, Albert Londe, Charles-Joseph Bouchard, Georges Gilles de la Tourette, Alfred Binet és Albert Pitres is tanítványai közé tartozott. Charcot a Tourette szindrómát Georges Gilles de la Tourette nevű tanítványa tiszteletére nevezte el.
Bár az 1870-es évekre Charcot Franciaország legismertebb orvosa lett, Edward Shorter szerint a pszichiátriával kapcsolatos ötleteit megcáfolták, és Franciaország ezen évtizedekig nem tudott túllépni. Shorter azt írta a Pszichiátria története című könyvében, hogy Charcot „majdhogynem semmit” nem értett meg a pszichiátriai betegségekből, és „nem igazán hallgatott a józan észre, teljesen biztos volt a saját ítéleteiben”. Ez a nézőpont azonban nem veszi figyelembe azt, hogy Charcot sosem állította, hogy ő pszichiáter. Halála után a Charcot által leírt hisztéria nem volt több, mint  „javaslat tárgya.”
Charcot munkájának a hisztériával kapcsolatos negatív megítélése a halála utáni évtizedekben bekövetkezett diagnosztikai kritériumoknak és a hisztéria koncepciójának változásában keresendő. Charcot hisztériával kapcsolatos munkájának történelmi perspektívája eltorzult annak köszönhetően, hogy Freud előfutárának tekintették.
Charcot vehemensen harcolt azon előítélet ellen, mely szerint a hisztéria csak ritkán fordult elő férfiaknál. Úgy gondolta, hogy az előítélet miatt ezek az esetek „gyakran észrevétlenek maradtak, még kiváló doktoroknál is.” 
Charcot analízise, főleg azon nézete, mely szerint a hisztéria egy természetes állapot, mely kialakulhat valamilyen trauma által, kikövezte az utat az ipari balesetekkel és háborúkkal kapcsolatos traumák megértéséhez.
Az antarktikai Charcot-szigetet a fia, Jean-Baptiste Charcot fedezte fel, és édesapja tiszteletére nevezte el.

## Művei magyar könyvtárakban
Számos tanulmányát őrzik köz- és szakmai könyvtáraink francia és német nyelven. Az 1870-es és az 1880-as években a párizsi Salpêtrière kórházban tartott idegrendszeri betegségekről szóló előadásait magyar fordításban adták közre. (Például: Előadások az idegrendszer betegségeiről / tartotta ... Charcot J. M. ; összegyűjté és közlé Bourneville; ford. Koller Gyula. Budapest : Franklin-Társulat Nyomdája, 1879-1889. /Mokka katalógus nyomán/).

### Magyarul
- Előadások az idegrendszer betegségeiről, 1-3.; ford. Azary Ákos, Koller Gyula, Moravcsik Ernő; Magyar Orvosi Könyvkiadó Társulat, Bp., 1876–1889 (A Magyar Orvosi Könyvkiadó Társulat könyvtára)
  - 1. 1876
  - 2. 1879
  - 3. 1889

## Fordítás
- Ez a szócikk részben vagy egészben a Jean-Martin Charcot című angol Wikipédia-szócikk fordításán alapul.  Az eredeti cikk szerkesztőit annak laptörténete sorolja fel. Ez a jelzés csupán a megfogalmazás eredetét és a szerzői jogokat jelzi, nem szolgál a cikkben szereplő információk forrásmegjelöléseként.